# فيكتور سوتو
فيكتور سوتو هو لاعب كرة قدم برازيلي في مركز الوسط، ولد في 7 يناير 1993 في ساو باولو في البرازيل. لعب مع Orlando City U-23 ‏.